# Vlagyimir Szemjonovics Viszockij
Vlagyimir Szemjonovics Viszockij (Владимир Семёнович Высоцкий) (Moszkva, 1938. január 25. – Moszkva, 1980. július 25.) szovjet-orosz színész, költő, bárd.
„Sosem láthattam őt, nem hallgathattam Viszockij dalait. Ő belehalt a létező szocializmusba, én túléltem”. (Földes László – Hobo)

## Élete

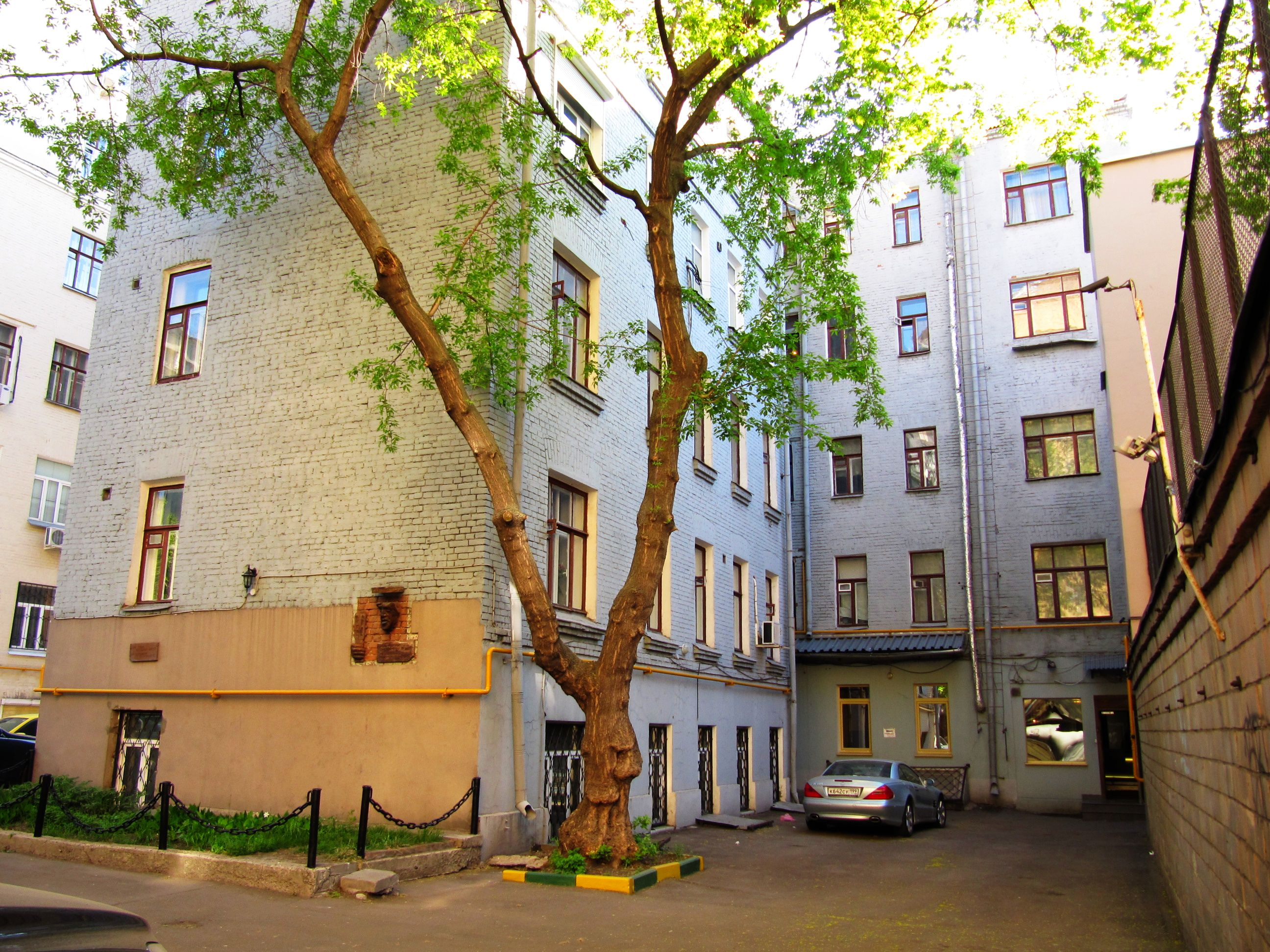
Moszkva, Bolsoj Karetnij utca 15., melyről Viszockij egyik dala szól. 1949–1955 között lakott itt

Apja a Vörös Hadsereg zsidó származású ezredese volt, aki végigharcolta a második világháborút. Vologya 1947–1949-ben vele és örmény mostohaanyjával a Berlin melletti Eberswaldban élt (ahol apja akkor állomásozott), aztán már csak az anyjával, Moszkvában, aki tolmácsnő volt. Az iskola után egy ideig műszaki főiskolára járt, de otthagyta és belépett a MHAT (Moszkvai Művész Színház) Stúdiójába (1956–1960). 1960-ban feleségül vette egyik osztálytársnőjét, de egy év után elváltak. A moszkvai Puskin Színházban kezdte meg pályafutását, de hamarosan otthagyta, és megjárt egy csomó más moszkvai színházat is. 1963-ban elvette Ludmilla Abramova színésznőt. Az éppenhogy megalakult Taganka Színházba 1964-ben került, és a tagja maradt azután élete végéig. A színházalapító főrendező, Jurij Petrovics Ljubimov mindenben támogatta. Felismerte dalköltői tehetségét is, és lehetőséget adott számára dalai és szövegei felhasználására a színház tevékenységében. Viszockij a Tagankán több mint húsz szerepet alakított, köztük Hamletet.
Gitárral kísért dalai már életében túlnőttek rajta. Az orosz sanzonhagyományok, a városi folklór, a kocsma-, katona- és börtöndalok megtermékenyítő hatására eredeti, kemény, humoros és tragikus dalokat költött kora ifjúságától kezdve. Több mint ezer dalt írt, néha egy-egy film számára is. Dalainak zömét életében nem adták ki, csak agyonjátszott magnetofon-felvételeken terjedt. Versei életében nem jelentek meg. Harminc filmben játszott. 
1967-ben egy filmforgatáson ismerkedett meg harmadik feleségével, Marina Vlady orosz származású francia színésznővel, akivel 1969-ben házasodott össze (ennek ára Vlady részéről az volt, hogy 1968-ban belépett a francia kommunista pártba). Az ő segítségével sikerült egy amerikai koncert-körutat megszervezniük. Néhány magyar filmes (Jancsó Miklós, Mészáros Márta) is segítette a vasfüggöny időnkénti átlépésében. Az egyetlen film, amelyben együtt játszottak, Mészáros Márta Ők ketten (1977) című alkotása.
1970-ben megjelent Farkasvadászat című dala, amely lázító és lázongó hatású dal volt. A Francia Kommunista Pártba felvették, viszont a Szovjetunió Írószövetségébe nem.
Sokat ivott, és morfinista lett. Halálát is ebből fakadó szívroham okozta az 1980-as moszkvai olimpia ideje alatt. Tüntetésszerű temetésén Moszkvában, a Vaganykovói temetőben hatalmas tömeg jelent meg; röviddel halála után aztán egyre-másra készültek dokumentumfilmek róla. Az orosz nép tragikus hősei között tartja számon.

## Filmszerepek

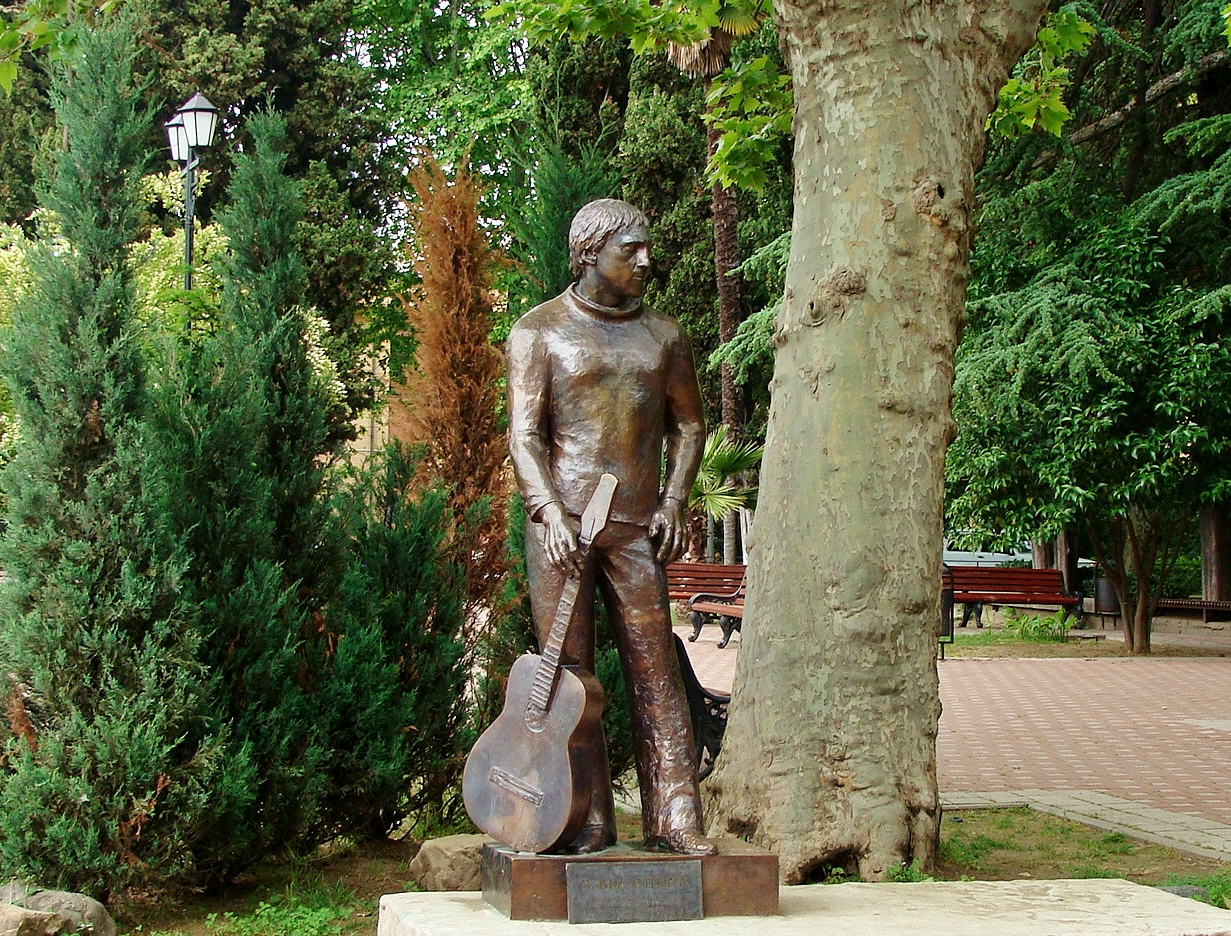
Viszockij szobra Szocsiban

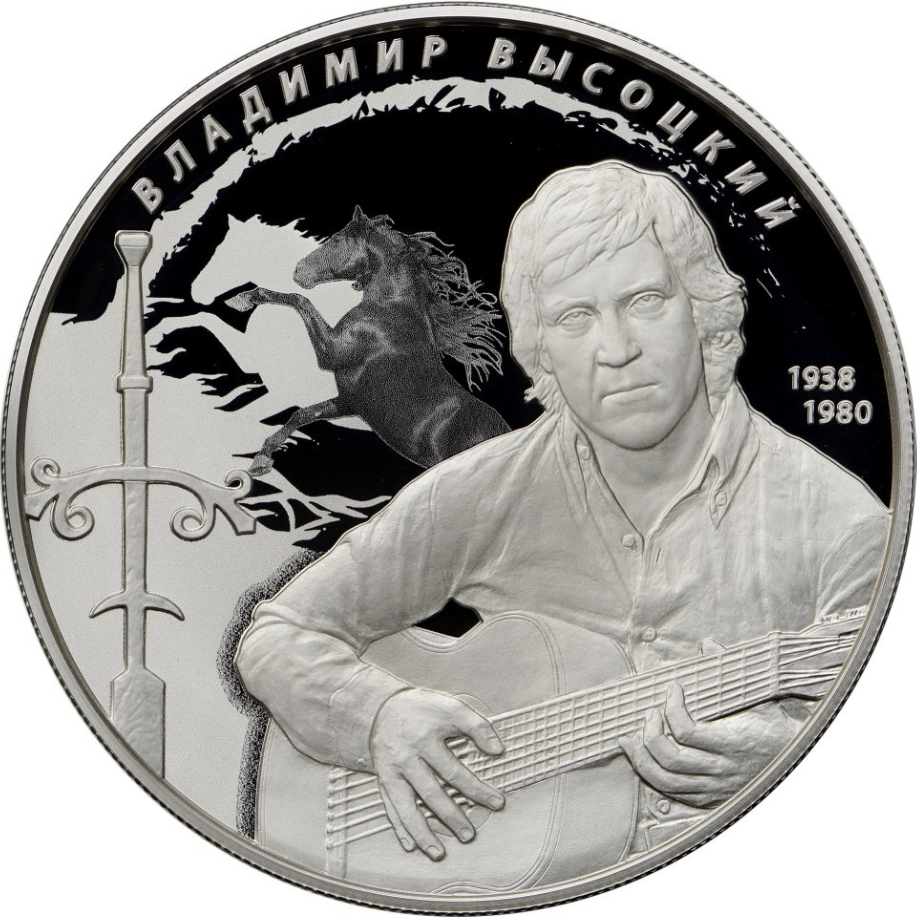
„Vlagyimir Viszockij” ezüst emlékérme, 25 rubel, (Oroszországi Központi Bank, 2018)

- 1959 – Kortársak (Сверстницы) – Moszfilm; Rendező: V. Ordynskii
- 1962 – Dima Gorin karrierje (Карьера Димы Горина) – M. Gorkii Studio; Rendező: F. Dovlatyan & L. Mirskij
- 1962 – A 713 – leszállási engedélyt kér. (713-й просит посадку) – Lenfilm; Rendező: G. Nyikulin
- 1962 – Partra vetve (Увольнение на берег) – Moszfilm; Rendező: F. Mironer
- 1963 – Büntető (Штрафной удар) – M. Gorkii Studio; Rendező: V. Dorman
- 1963 – Élők és holtak (Живые и мёртвые) – Moszfilm; Rendező: Aleksandr Stolper
- 1965 – A holnap utcáján (На завтрашней улице) – Moszfilm; Rendező: F. Filipov
- 1965 – A mi házunk (Наш дом) – Moszfilm; Rendező: V. Pronin
- 1965 – A szakács (Стряпуха) – Moszfilm; Rendező: E. Keosyan
- 1966 – Gyermekkoromból hoztam (Я родом из детства) – Belarusfilm; Rendező: V. Turov
- 1966 – Szása, Szásenyka (Саша-Сашенька) – Belarusfilm; Rendező: V. Csetverikov
- 1967 – Függőleges (Вертикаль) – Odessa Film Studio; Rendező: Sztanyiszlav Govoruhin & B. Durov
- 1967 – Gyors randevúk (Короткие встречи) – Odessa Film Studio; Rendező: Kira Muratova
- 1967 – Háború a tetők alatt (Война под крышами) – Belarusfilm; Rendező: V. Turov
- 1968 – Intervenció (Интервенция) – Lenfilm; Rendező: Gennagyij Poloka
- 1968 – A tajga ura (Хозяин тайги) – Moszfilm; Rendező: V. Nazarov
- 1968 – Együtt szolgált két bajtárs (Служили два товарища) – Moszfilm; Rendező: E. Karyelov
- 1969 – Veszélyes vendégjáték (Опасные гастроли) – Odessa Film Studio; Rendező: G. Yungvald-Hilkevich
- 1969 – Fehér robbanás (Белый взрыв) – Odessa Film Studio; Rendező: Sztanyiszlav Govoruhin
- 1972 – A negyedik (Четвёртый) – Moszfilm; Rendező: A. Sztolper
- 1973 – A rossz jóember (Плохой хороший человек) – Lenfilm; Rendező: I. Heific (Иосиф Хейфиц)
- 1974 – Az egyetlen út (Единственная дорога) – Moszfilm & Titograd Studio; Rendező: V. Pavlovics
- 1975 – Az egyetlen (Единственная) – Lenfilm; Rendező: I. Hejfic
- 1975 – Mr. McKinley menekülése (Бегство мистера Мак-Кинли) – Moszfilm; Rendező: Mihail Svejcer
- 1976 – Péter cár és a szerecsen (Сказ про то, как царь Пётр арапа женил) – Moszfilm; Rendező: Alekszandr Naumovics Mitta
- 1977 – Ők ketten (Они вдвоём) – Mafilm; Rendező: Mészáros Márta[13]
- 1979 – A Fekete Macska bandája (eredeti címe: Место встречи изменить нельзя, azaz A találkozó helyét tilos módosítani); rendező: Sztanyiszlav Govoruhin
- 1979 – Apró tragédiák (Маленькие трагедии); rendező: Mihail Svejcer

## Diszkográfia
- Orosz Wikipédia

## Magyar műfordítások
- Baranyi Ferenc: Szerelem és háború. Adaptációk a világirodalomból; Zrínyi, Bp., 1983
- Baranyi Ferenc: Vizafogó. Új versek és műfordítások; szerzői, Bp., 1993 (Z-füzetek)
- Várj reám. Orosz szerelmes versek; vál., előszó Baranyi Ferenc; General Press, Bp., 1999 (Szép versek, szép köntösben)
- Ó, jössz-e már? Szerelmes versek a világ minden tájáról Baranyi Ferenc fordításában; K.u.K., Bp., 2001
- Orosz költők antológiája; vál., szerk. Szőke Katalin és Zöldhelyi Zsuzsa; Magyar Könyvklub, Bp., 2001 (Klub klasszikusok)
- Ratkó József összes művei I.; 2., bőv. kiad.; Kairosz, Bp., 2003
- Pjatnadcaty let sz Viszockim. Sztyihi i pesznyi legendarnogo barda / Tizenöt év Viszockijjal. A legendás bárd versei és dalai; ford., bev. Viczai Péter; Régiók Interkulturális és Orosz Nyelvi Egyesülete, Bp., 2007
- Tilalmakat szegve. Vlagyimir Viszockij versei és dalai; szerk. Viczai Péter; magyar-orosz nyelvű kiadás; Hanga–Új Mandátum, Bp., 2003
- Farkasösvényen; szerk. Viczai Péter; ÚMK, Bp., 2005
- A végzet dalai. Vlagyimir Viszockij versei és dalai; szerk. Viczai Péter; ÚMK, Bp., 2008
- Vlagyimir Viszockij versei és dalai; vál., ford. Szöllősi Dávid; Holnap Magazin, Székesfehérvár, 2015
- Zavarni néha még fogok. Viszockij 80; ford., bev., jegyz. Marosi Lajos; Ad Librum Kft., Bp., 2018
- Viszockij – 80. Szöllősi Dávid versfordításai; Holnap Magazin, Székesfehérvár, 2018[14]

## Róla írták

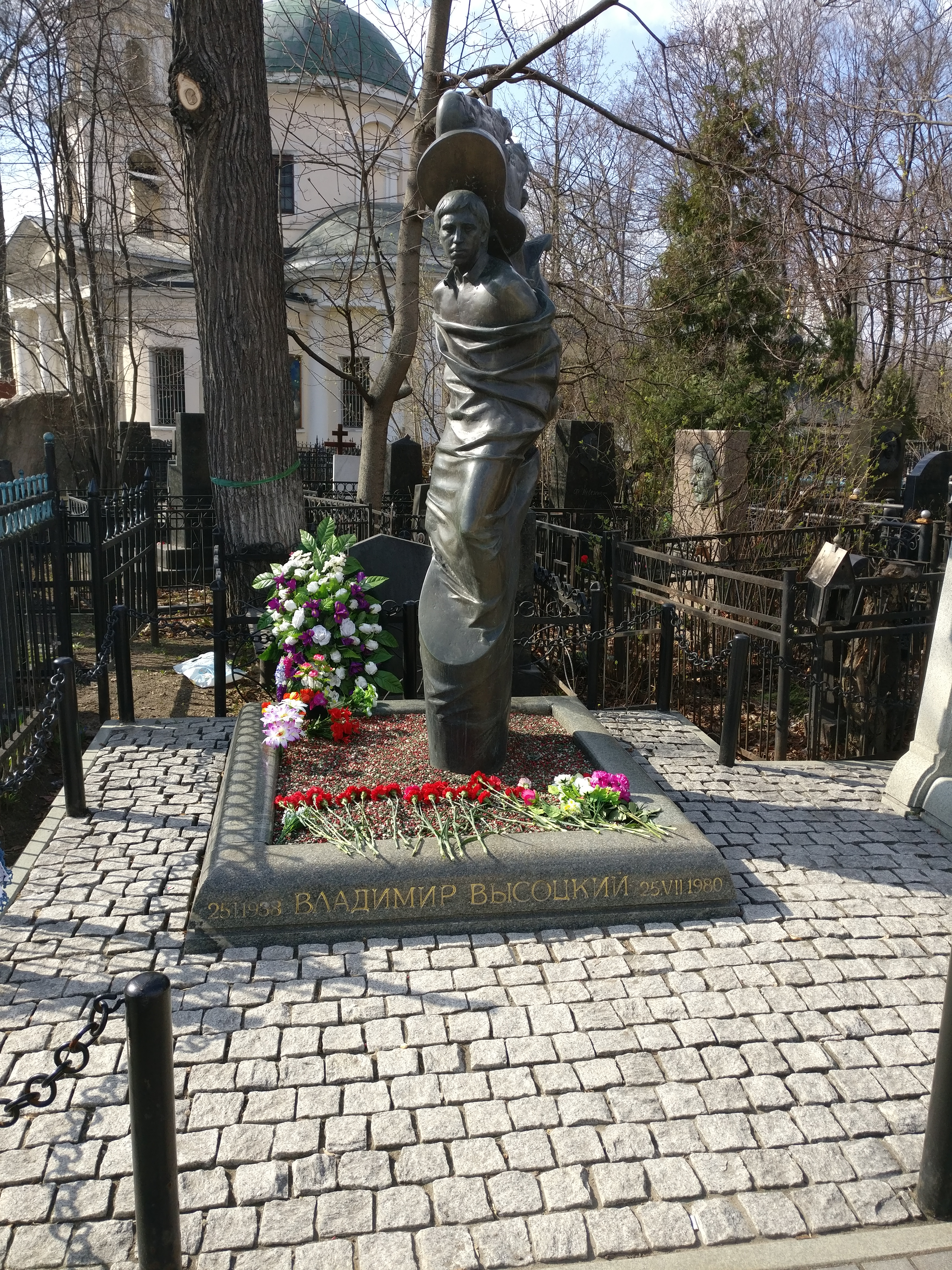
Viszockij sírja a Vaganykovói temetőben

- Marina Vlady: Szerelmem, Viszockij (Vladimir ou Le vol arreté); ford. Ferch Magda; Magvető, Bp., 1989 ISBN 963-14-1591-0
- Vlagyimir Viszockij versei és dalai (ford. Szöllősi Dávid), Holnap Magazin, 2015 ISBN 978-615-5483-20-2
- Emlékkönyv Vlagyimir Viszockijról; szerk. Viczai Péter; 2. bőv., átdolg. kiad.; Holdudvar Társulás, Bp.–Győr, 2003
- Cs. Jónás Erzsébet: Alakzatok és trópusok a műfordításban. Ratkó József Viszockij-fordításainak elemzése orosz eredeti szövegmellékletekkel; Nemzeti Tankönyvkiadó, Bp., 2006 (Az alakzatok világa)
- Marina Vlady: Szerelmem, Viszockij; ford. Ferch Magda; Gabo, Bp., 2006
- Viczai Péter: Vengerszkije sztranyici zsiznyi i tvorcsesztva Vlagyimira Viszockogo; Gonda, Eger, 2006
- Cs. Jónás Erzsébet: Kettős portré villanófényben. Ratkó József Viszockij-fordításainak elemzése; Krúdy, Nyíregyháza, 2008
- Ifjú szerzők válogatott írásai / Bulgakov i Viszockij. Izbrannije trudi molodih avtorov; szerk. Viczai Péter; Régiók Interkulturális és Orosz Nyelvi Egyesülete, Bp., 2011
- Viszockij-tanulmányok, 2013. Válogatott írások a Húsz év Viszockijjal című nemzetközi tudományos konferencia anyagából a költő születésének hetvenötödik évfordulója alkalmából; szerk. Viczai Péter; Régiók Interkulturális és Orosz Nyelvi Egyesülete, Bp., 2013
- Viczai Péter: Vokrug Viszockogo. Sztatyji, ocserki / Viszockij-körút. Cikkek, karcolatok; Hungarovox, Bp., 2013
- Viczai Péter: Gennagyij Nord, avagy az "ismeretlen Viszockij". Versek, dalok, anekdóták; Hungarovox, Bp., 2018